# Serfiraz Hanım
Serfiraz Hanımefendi (en turco otomano: سرفراز خانم‎; "triunfante" u "orgulloso"; nació Ayşe Lah; c. 1837 - 9 de junio de 1905), también conocida como Ayşe Serfiraz, fue la decimosexta consorte del sultán Abdulmejid I del Imperio Otomano y conocida por su comportamiento escandaloso, Serfiraz fue desalojada del palacio del sultán sin derecho a visitarlo.

## Nombre
El autor de memorias turco Harun Achba cita el doble nombre del ikbal del sultán "Ayşe Serfiraz", al tiempo que señala que "" fue el nombre que se le dio al nacer. Anthony Alderson, en su libro La Estructura de la Dinastía Otomana, simplemente lo lla a "Serfiraz". El historiador turco Necdet Sakaoglu la llama "Serfiraz", sin embargo, también da una versión doble del nombre "Aishe Serfiraz", así como la variante "Serephraz". El historiador turco Chagatai Uluchay da solo una versión: "Serfiraz".

## Primeros años de vida
Ni Alderson ni Uluchai dan ni el año de nacimiento, ni el lugar, ni datos sobre el posible origen de Serfiraz.
Nacida en 1837como Ayşe,Serfiraz Hanım era miembro de la familia abjasia Lah, que se había asentado en Tokat. Su padre era Lah Osman Bey y su madre su consorte Zeliha Hanım, que provenía de la familia Tapsin. Tenía una hermana, Rana Hanım. Sakaoglu da varias versiones. Según uno de ellos, expresado por el dramaturgo turco Nahid Syrry Orik: “Serfiraz Kadin era del pueblo ruso y fue traída al palacio como adulta después de la muerte de Gülcemal y dio a luz a Süleyman Efendi”. Según otro, expresado por el ministro de Pesca Ali Rizoy Bey en el libro "Istanbul Life in Old Times", Serfiraz y sus dos hermanas mayores fueron compradas por Damat Khalil Pasha y enviadas a la capital con el alcalde de Estambul Hafiz Omer Faizefendi como regaló, se las dio a la Valide Bezmialem Sultan. Eran las hijas de un hombre llamado Leo, que vivía en Moscú y una vez capturado por el atamán circasiano; como los hijos de los cautivos eran considerados propiedad del dueño, según las antiguas costumbres de los circasianos, también eran vendidos. 
Bezmialem Sultan, al tenerlas en su séquito, dio a las niñas los nombres Mumtaz, Rana y Serfiraz.

## Casamiento
Según Sakaoglu Una vez, cuando se leían versos en la mitad femenina del harén en honor a la celebración de Mevlid, Abdülmecit I, saliendo de sus aposentos privados escuchó los sonidos de las chicas en el harén y, escondiéndose a un lado, comenzó a observar a las chicas. Una de las concubinas, repartiendo dulces, llamó su atención. Al mismo tiempo, después de Mevlid, Valide Sultan ordenó que se preparara Rana y se enviara al Sultán. Sin embargo, cuando la niña se acercó al sultán y se inclinó a sus pies, Abdulmejid declaró que estaba muy complacido con tal amabilidad de su madre, pero le pidió a Rana que se quedara a su servicio y le enviara una concubina que estaba repartiendo dulces. Bezmiâlem Sultan se dio cuenta de que su hermana menor, Serfiraz, encajaba con la descripción que el sultán le había dado a Rana y ordenó que la presentaran de inmediato. Todos los que estaban presentes en las cámara de la Valide Sultan en el momento de lo que estaba sucediendo estaban atónitos por la situación. 
Se casó con Abdulmejid en 1851, y se le concedió el título de "Sexto Ikbal". El 12 de junio de 1852, un año después del matrimonio, dio a luz a su primer hijo, Şehzade Osman Seyfeddin en el Palacio Çırağan, que murió a la edad de tres años. En 1853, fue elevada a "Cuarto Ikbal", en 1854 a "Tercer Ikbal", y en 1856 a "Segundo Ikbal". El 30 de septiembre de 1857, dio a luz a su segundo hijo, una hija, Bedihe Sultan (también llamada Bedia Sultan), que murió al mes de edad. Dos años más tarde, el 25 de julio de 1860, dio a luz a su tercer hijo, Şehzade Selim Süleyman.

### Como la esposa favorita de Abdulmejid
Según Achba, Serfiraz ostentaba el título de segundo Iqbal del sultán. Sakaoglu, refiriéndose a Orik, escribe que Serfiraz sorprendió a Abdülmejid con su belleza y perspicacia; también señala que inicialmente ella ostentaba el título de la sexta ikbal, pero después de la muerte de Ceylanyar Hanim, pasando por alto a las otras esposas del sultán, Serfiraz recibió el título de la segunda ikbal, probablemente únicamente debido a la debilidad de Abdul-Majid en relación con ella.
Serfiraz era conocida como la mujer a la que el sultán más amaba y mimaba. Él le había presentado la Mansión Yıldız. A veces dejaba su suite en el Palacio Dolmabahçe y se mudaba a la Mansión Yıldız, donde solía quedarse durante mucho tiempo. Adoraba la música occidental. Ella gastó mucho dinero en instrumentos musicales occidentales y músicos que sabían cómo tocarlos. Su nieta afirmó que su padre, Şehzade Selim Süleyman, le quitó la pasión por la música.
Según el historiador contemporáneo Ahmed Cevdet Pasha, Abdulmejid quedó encantado con ella y, por lo tanto, fue incapaz de castigarla por nada. Debido a su influencia sobre Abdulmejid, nadie pudo decirle nada, y se le otorgó plena libertad de movimiento y se liberó de la restricción del aislamiento y la segregación de género. Otras mujeres en el palacio se pusieron celosas de ella, porque no permitía que el sultán viera a ninguna mujer además de ella y limitaba su contacto con sus hijos, para evitar que él o sus consortes usaran las visitas para conocer a sus madres, y también comenzó a viajar a través de espacios públicos y Beyoğlu. Además, sus hijas también los imitaron. Dado que se consideraba que esta libertad violaba el prestigio del sultanato a los ojos de los conservadores, según los informes, el sultán sintió angustia pero no pudo evitarlo.Cevdet también escribe sobre Serfiraz en sus memorias: “... Al final, el sultán se enamoró de una mujer llamada Serfiraz. No se llevaba bien con otras mujeres. Nadie se atrevía a decirle nada a Serfiraz, ella iba a donde quería. Envidió a los demás y fue a lugares donde no les gustaba el sultán y en Beyoglu difamaban su honor..." Los rumores sobre el comportamiento de los ikbals se extendieron por todo Estambul. 
Una anécdota relatada por Cevdet revela la naturaleza de la relación entre Abdulmejid y Serfiraz. Una vez, el sultán fue a la habitación de Serfiraz en el harén imperial, pero ella no abrió la puerta. El sultán le exigió que abriera la puerta y le preguntó por qué no la abría, a lo que ella respondió: "Se ha asignado a un hombre como Rıza Pasha para que nos enseñe buenos modales, lo que significa que somos indecentes. Si soy indecente, entonces puedo portarme mal de esta manera". Al escuchar esto, el sultán se disculpó con ella y le dijo: "Tenía que hacer esto, pero deberías ignorarlo por un tiempo". Abdülmejid tuvo que derribar la puerta para entrar. En otra ocasión salió del Palacio de Dolmabahçe para ir a Yıldız sin permiso y cuando el sultán le ordenó que regresara ella se negó, obligándolo a ir a buscarla en persona.Cevdet también escribió que un representante del Ministerio de Relaciones Exteriores de Rusia comentó la situación de la siguiente manera: “El estado de Osman está enfermo. ¡Morirá en nuestras manos!... es imposible salvar al Estado de la destrucción tratando con varias mujeres y, en particular, con una esposa rebelde llamada Serfiraz”.

### Aventura con Küçük Fesli
En 1855–1856, desarrolló una relación con un hombre armenio llamado Küçük Fesli. Ella gastó mucho dinero en él. El escándalo fue tal que el niño fue fusilado por orden de Sultan. Según Zülfitab Hanım, su dama de honor, Serfiraz era inocente y el escándalo había sido montado y magnificado por sus enemigos, incluido Şevkefza Kadın, la segunda consorte de Abdülmejid. Después de este escándalo, la influencia y el poder de Serfiraz comenzaron a decaer.
Así es como Dzhevdet Pasha describe estos eventos, resumiendo los resultados de 1855-1856: “Desde que una Iqbal llamada Serfiraz tentó el corazón del Sultán, aunque vivía en la mansión de Yildiz, muchas veces se la veía en el bazar con un niño armenio conocido como Küçük Fesli, y por tal motivo se endeudó. Recientemente, cuando el niño músico antes mencionado estaba sentado en una cafetería en Beyoglu, un croata se acercó y le disparó con una pistola, pero la bala le rozó el vestido y no lo alcanzó. Después de eso, su familia lo acogió y lo envió a las Islas Príncipe con el argumento de que ya no se le permitía permanecer en Estambul. Menos de un mes después, cuando Kyuchuk Fesli caminaba hacia su casa en Besiktas por la noche, dos personas se le acercaron y le dispararon. Murió unos días después. Antes de morir, dijo que los hombres de Serfiraz-khanym le habían disparado, y en las peticiones presentadas por su familia a las embajadas de Gran Bretaña, Francia y Rusia, se decía que "la señora Serfiraz lo mató".
Por ello, su familia envió peticiones a las embajadas de Francia y Rusia diciendo que Serfiraz estaba enamorada de él. Sin embargo, su hijo solía esconderse de las tropas de alabarderos que ella enviaba para llamarlo, o les daba dinero para decirle que no podían encontrarlo. Sin embargo, las embajadas omitieron estos pasajes en las peticiones que entregaron a la Sublime Puerta.
La muerte de Fesli puso fin al escándalo de Serfiraz; Como escribe Achba, ella misma fue trasladada a un palacio separado, donde permaneció hasta el final de su vida sin derecho a visitar el Palacio Dolmabahche del Sultán. Sakaoglu señala que Serfiraz no figura entre las esposas en el "Registro de los otomanos" del historiador otomano Sureya Mehmed Bey; Sakaoglu explica este hecho por el hecho de que su comportamiento fue inapropiado para la esposa del sultán.

### Gastos y Deudas
Serfiraz se convirtió en una de las pocas esposas del sultán, distinguida por el despilfarro y la imprudencia. Desde el día de su matrimonio, se volvió muy aficionada a las joyas de oro y la ropa costosa y gastó tanto oro que tuvo que pedir préstamos fuera del palacio.
Cevdet también afirma que ella fue la razón principal de toda "prodigalidad y libertinaje". Él la describió como "atractiva" y escribe que hizo el mayor daño posible. Según él, no sólo el tesoro privado del sultán sino todos los tesoros del mundo no serían suficientes para sus gastos. Deambuló por los bazares y se endeudó. En 1855, se dice que las hermanas, hijas y esposas de Abdulmejid contrajeron una deuda de 288.000 monederos, aproximadamente 1,15 millones de libras esterlinas, de los cuales, solo Serfiraz fue responsable de 125.000 monederos, aproximadamente 500.000 libras esterlinas.
Abdulmejid, en cambio, no pudo decirle nada. Incluso obtuvo, con dificultad, 15.000 bolsas de oro para los empleados del palacio y entregó 5000 bolsas de oro a Serfiraz. Cevdet afirma además, refiriéndose a Serfiraz, que "el estado mostraba signos de colapso debido al entusiasmo de una mujer".
En 1858, Stamatello Volgo, empresario y Nicholas Pisani, comerciante, prestaron a Osman Efendi, en su calidad de representante y kahvecibaşi (preparador jefe de café) de Serfiraz, dos grandes sumas de dinero. Ambos préstamos ascendieron a 2.982.770 piastras y se pagaron a Osman en marzo de 1858.
Los dos llevaron su caso al Tribunal de Comercio en 1858. Sin embargo, el tribunal no pudo hacer nada por ellos, después de lo cual comparecieron ante la comisión de liquidación de deudas. El tribunal falló a su favor y en mayo de 1859 recibieron el equivalente del primer préstamo otorgado a Osman al recibir treinta y tres piezas de joyería, que actuaron como garantía del préstamo que se hizo en piastras. Aunque satisfecho con el pago, surgieron complicaciones después de que Osman afirmó que a través de ese pago, el monto total de ambos préstamos se pagó en su totalidad. Disgustado con las acciones de Osman, el caso fue dirigido a la corte de comercio.
Esta comisión falló a su favor en abril de 1860 y se ordenó a Osman que pagara a los dos demandantes un total de 3.968.373 piastras y una tasa de interés mensual y un pago de comisión del 2,5% hasta que se pagara el monto total adeudado. Sin embargo, los dos seguían disconformes con la sentencia porque en ella no constaba el nombre de Serfiraz, por lo que recurrieron a sus embajadas para ejercer su opción.
La Embajada de Francia solicitó que la Sublime Porte retirara a los jueces que dictaron el fallo inicial y que lo reescribieran para incluir el nombre de Serfiraz, luego de lo cual el tribunal de comercio ordenó un procesamiento en su contra, sentencia a la que ella no protestó. Según la nueva sentencia, debían devolver las joyas que anteriormente recibieron de Osman, pero la saga no terminó aquí. Aunque esta ronda de arbitraje llegó a su fin en 1860, pero durante los siguientes diez años, ambos demandantes buscaron la restitución y el reembolso del resto del préstamo de Serfiraz y Osman. Afirmaron que la deuda era responsabilidad del gobierno otomano y que, por lo tanto, debería ser pagada por ellos.
El embajador ruso, al comentar los gastos de Serviraz, observó que: "Una mujer soltera está derribando el Imperio Otomano".

## Caída y Viudez
Finalmente, los escándalos, el gasto excesivo y su altanería, combinados con la presión ejercida sobre Abdülmejid por parte de sus enemigos, dieron como resultado la caída en desgracia de Serfiraz, a quien se le negó el acceso al Palacio de Dolmabahçe.
Después de perder el favor del sultán, Serfiraz y su hijo de un año, Şehzade Süleyman, se establecieron en una mansión ubicada en Ortaköy.
En marzo de 1898, Serfiraz asistió a la boda de Naime Sultan, la hija del sultán Abdul Hamid II, y Kemaleddin Pasha, el hijo de Gazi Osman Pasha.
Ayşe Sultan, hija de Abdul Hamid II, señala en sus memorias que durante el reinado de su padre, Serfiraz asistía a las celebraciones del Ramadán y siempre se sentaba junto a Perestu Kadın.

## Muerte
Después de la muerte de Abdulmejid en 1861, a Serfiraz se le asignó un palacio junto al mar rodeado por un gran jardín en Ortaköy, donde vivía la esposa del sultán con su hijo y su gran séquito. Ahmed Jemaleddin Bey, sobrino de la dama de la corte Serfiraz Zulfitab Hanim, habló de la sultana de la siguiente manera: “... tenía un corazón muy bondadoso. Juro que lo que se dijo sobre ella fue terrible, pero Şevkefza Sultan no estaba en contra de esta mujer. Al contrario, fue muy leal y le permitió visitar el palacio de Besiktas...''.
Su nitea Najie Sultan, esposa de Enver Pasha, recordó sobre su abuela: “A mi padre le interesaba mucho la música. Creo que este interés se lo heredo de mi abuela. Porque los extraños instrumentos que mi abuela Serfiraz Kadin instaló en el palacio sonaban constantemente. Había dos grupos de músicos que tocaban estos instrumentos. Uno de ellos tocaba música occidental…”.
Serfiraz Hanım se instaló con su hijo en su Palacio Bebek, donde murió el 9 de junio de 1905, según diversas fuentes, en sus aposentos. Fue enterrada en el mausoleo de Şehzade Ahmed Kemaleddin en el cementerio Yahya Efendi, Estambul.

## Descendencia
| Nombre                  | Nacimiento               | Muerte              | notas                                                                    |
| ----------------------- | ------------------------ | ------------------- | ------------------------------------------------------------------------ |
| Şehzade Osman Seyfeddin | 9 de junio de 1852       | 2 de julio de 1855  | nacido en el Palacio de Çırağan; enterrado en la mezquita de Yavuz Selim |
| Bedihe Sultán           | 30 de septiembre de 1857 | 12 de julio de 1858 | Llamado también Bedia Sultan, enterrado en la Tumba de Gülistü Kadın     |
| Şehzade Selim Süleyman  | 25 de julio de 1860      | 16 de julio de 1909 | se casó cinco veces y tuvo descendencia, dos hijos y una hija            |

## En literatura
- Serfiraz es un personaje de la novela histórica de Hıfzı Topuz, Abdülmecit: İmparatorluk Çökerken Sarayda 22 Yıl: Roman (2009).[33]